# スフィアン・スティーヴンス
スフィアン・スティーヴンス（英語: Sufjan Stevens、1975年7月1日 - ）は、アメリカ合衆国ミシガン州出身のシンガー・ソングライター。ストーリーテリングを得意とし、自伝と宗教的な幻想と土地の歴史を絡ませながら、スケールの大きなフォーク・ソングを作り出す。レコーディングでは、複数の楽器を自らこなし、全ての楽器の要素を巧みに組み合わせて奏でられるメロディーが特徴。ユニークなアイデアの持ち主で、アメリカ50州のそれぞれのためにアルバムを作るという壮大な計画を発表し、話題を呼んだこともある。
1999年、義父と共同設立したレーベルAsthmatic Kittyからアルバム『A Sun Came』でデビュー。5作目のアルバム『Illinois』（2005年）がビルボードのトップ・ヒートシーカーズ・チャートで1位を記録、収録された楽曲「Chicago」で広く知られるようになる。2017年の映画『君の名前で僕を呼んで』のサウンドトラックとして楽曲「ミステリー・オブ・ラブ」を提供し、アカデミー賞の最優秀オリジナル・ソング賞、グラミー賞の最優秀ビジュアル・メディア・ライティング・ソング賞にノミネートされた。

## 経歴

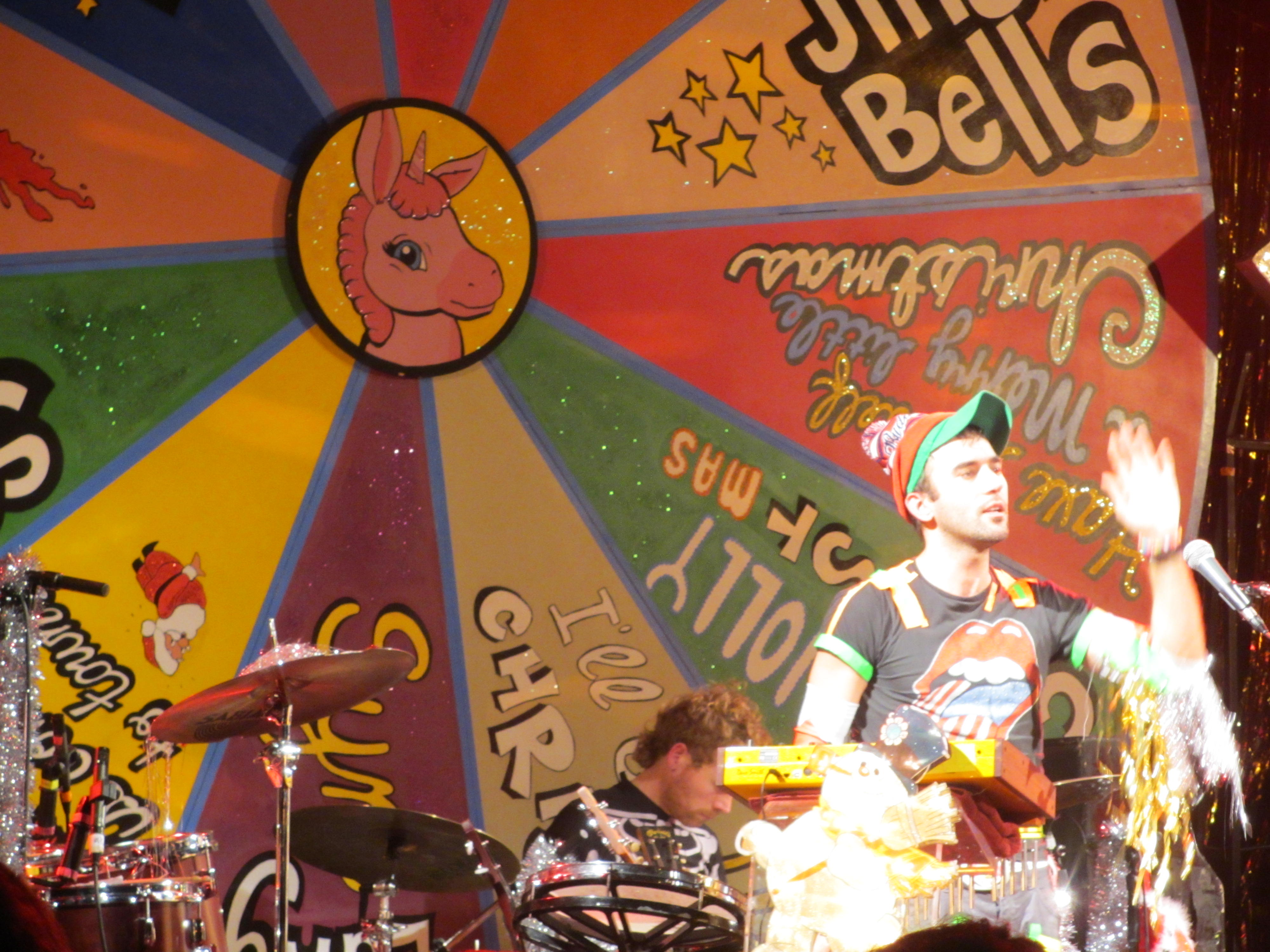
ステージに立つSufjan Stevens（2012年）

1999年6月13日、義父と共同設立したレーベル、アズマティック・キティからデビューアルバム『A Sun Came』をリリースする。
2001年9月17日、2作目のスタジオアルバム『Enjoy Your Rabbit』 をリリースする。
2003年7月1日、3作目のスタジオアルバム『Michigan』（ミシガン）をリリースし、世界中で反響を呼ぶ。 
2004年3月16日、4作目のスタジオアルバム『Seven Swans』 をリリースする。
2005年7月4日、5作目のスタジオアルバム『Illinois』（イリノイ）をリリース。批評家から絶賛された他、ビルボードのトップ・ヒートシーカーズ・チャートで1位を記録する。
2006年、前作『Illinois』に収まりきらなかった曲が集められたコンピレーションアルバム『The Avalanche』（ジ・アヴァランチ）をリリースする。
2009年、ブルックリン・クイーンズ高速道路のための交響曲プロジェクト『The BQE』をリリースする。
2010年10月12日、6作目のスタジオアルバム『The Age of Adz』 をリリース、全米7位を記録する。
2015年3月30日、7作目のスタジオアルバム『Carrie & Lowell』 をリリース、全米10位を記録する。

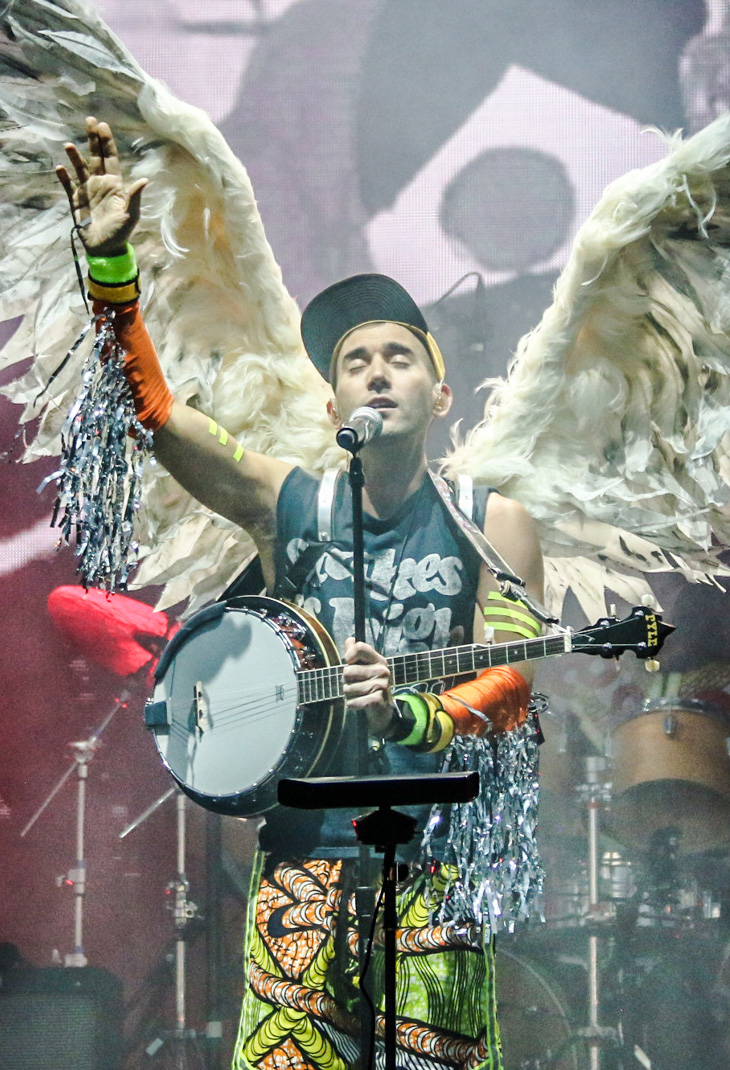
Pitchfork Festivalに出演するSufjan Stevens（2016年）

2017年、映画『君の名前で僕を呼んで』のサウンドトラックとして楽曲「ミステリー・オブ・ラブ」を提供する。第90回アカデミー賞の最優秀オリジナル・ソング賞にノミネートされ、授賞式では同楽曲を披露した。また、第60回グラミー賞では最優秀ビジュアル・メディア・ライティング・ソング賞にノミネートされた。
2020年9月25日、8作目のスタジオアルバム『The Ascension』 をリリースする。

## 音楽性
多様なジャンルの音楽を制作しており、『Enjoy Your Rabbit』のエレクトロニカ、『Seven Swans』のローファイなフォーク、『Illinois』のシンフォニックなインストルメント、クリスマスをテーマにした『Songs for Christmas』など、様々なスタイルのアルバムをリリースしてきた。彼は様々な楽器を使用しており、同じレコーディングでも多くの楽器を自分で演奏していることが多い。また、彼の音楽は、宗教や精神性を中心とした様々なテーマを探求していることでも知られている。

## バンドメンバー
かつてバンドメンバーとしてCasey Foubert (guitar) 、Shara Worden (vocals, glockenspiel)、アニー・クラーク (bass, vocals)らが参加していた。

## ディスコグラフィ
スタジオ・アルバム
- A Sun Came (1999年)
- Enjoy Your Rabbit (2001年)
- Michigan (2003年)
- Seven Swans (2004年)
- Illinois (2005年)
- The Age of Adz (2010年)
- Carrie & Lowell (2015年)
- The Ascension (2020年)
- Convocations (2021年）
- A Beginner's Mind (with Angelo De Augustine) (2021年）
- Javelin (2023年）

コラボレーション・アルバム
- Planetarium (2017年) with Bryce Dessner, Nico Muhly, James McAlister
- The Decalogue (2019年) with Timo Andres
- Aporia (2020年) with Lowell Brams

## 来日公演
- 2008年
  - 1月21日 大阪 Shinsaibashi CLUB QUATTRO
  - 1月22日 東京 Shibuya CLUB QUATTRO